# Copa do Nordeste 2017
La Copa do Nordeste 2017 fue la decimocuarta (14º) edición del torneo que reúne equipos de la región nordeste del país. Al igual que la Copa Verde, es un torneo organizado por la Confederación Brasileña de Fútbol y, debido a la modificación de los criterios de clasificación para torneos internacionales, no asegura un cupo a la Copa Sudamericana pero el campeón entrará directamente a los octavos de final de la Copa de Brasil.
Para esta edición, y manteniendo la regla del año anterior, se le dieron dos cupos a equipos de los estados Maranhão y Piauí, los cuales clasificaron a partir de los campeonatos estatales, respectivamente.

## Sistema de juego
Los 20 equipos se dividen en 5 grupos de 4 equipos cada uno. Los equipos juegan partidos de ida y vuelta entre ellos, llegando a seis partidos como máximo en esta primera fase.
Los primeros mejores equipos de cada grupo clasificarán directamente a cuartos de final mientras que los tres mejores segundos también clasificarán a la segunda fase.
Luego, se ubican dos equipos y se juegan partidos de ida y vuelta para llegar a la semifinal. Los dos equipos ganadores de las semifinales clasificarán a la final para definir al campeón del torneo.

### Criterios de desempate
En caso de que haya equipos empatados en puntos en la tabla de mejores segundos, los criterios de desempate son:
1. Mayor número de partidos ganados.
2. Mejor diferencia de gol.
3. Mayor número de goles a favor.
4. Sorteo.

En caso de que haya equipos empatados en puntos en la tabla de cada grupo, los criterios de desempate son:
1. Mayor número de partidos ganados.
2. Mejor diferencia de gol.
3. Mayor número de goles a favor.
4. Resultado del partido jugado entre los equipos.
5. Menor número de tarjetas rojas recibidas.
6. Menor número de tarjetas amarillas recibidas.
7. Sorteo.

## Equipos participantes
La distribución de los cupos es:
- Bahía: 3 cupos.
- Pernambuco: 3 cupos.
- Alagoas: 2 cupos.
- Ceará: 2 cupos.
- Maranhão: 2 cupos.
- Paraíba: 2 cupos.
- Piauí: 2 cupos.
- Río Grande del Norte: 2 cupos.
- Sergipe: 2 cupos.

De esta manera, los equipos clasificados son:
| Estado                       | Equipo                          | Vía de clasificación |
| ---------------------------- | ------------------------------- | --- |
| Alagoas 2 cupos              | CRB CSA                         | Campeón del Campeonato Alagoano 2016 Subcampeón del Campeonato Alagoano 2016                                                        |
| Bahía 3 cupos                | Vitória Bahía Juazeirense       | Campeón del Campeonato Baiano 2016 Subcampeón del Campeonato Baiano 2016 Tercer puesto del Campeonato Baiano 2016                   |
| Ceará 2 cupos                | Fortaleza Uniclinic             | Campeón del Campeonato Cearense 2016 Subcampeón del Campeonato Cearense 2016                                                        |
| Maranhão 2 cupos             | Moto Club Sampaio Corrêa        | Campeón del Campeonato Maranhense 2016 Subcampeón del Campeonato Maranhense 2016                                                    |
| Paraíba 2 cupos              | Campinense Botafogo - PB        | Campeón del Campeonato Paraibano 2016 Subcampeón del Campeonato Paraibano 2016                                                      |
| Pernambuco 3 cupos           | Santa Cruz Sport Recife Náutico | Campeón del Campeonato Pernambucano 2016 Subcampeón del Campeonato Pernambucano 2016 Tercer puesto del Campeonato Pernambucano 2016 |
| Piauí 2 cupos                | Ríver Altos                     | Campeón del Campeonato Piauiense 2016 Subcampeón del Campeonato Piauiense 2016                                                      |
| Río Grande del Norte 2 cupos | ABC América de Natal            | Campeón del Campeonato Potiguar 2016 Subcampeón del Campeonato Potiguar 2016                                                        |
| Sergipe 2 cupos              | Sergipe Itabaiana               | Campeón del Campeonato Sergipano 2016 Subcampeón del Campeonato Sergipano 2016                                                      |

## Fase de grupos
- Los grupos fueron definidos en sorteo previo el 4 de octubre de 2016.[4]

- La hora de cada encuentro corresponde al huso horario que rige a Brasil (UTC-4 en Amazonas, Mato Grosso, Mato Grosso del Sur, Rondonia y Roraima; UTC-3 en Brasilia, regiones sur, sudeste y nordeste; UTC-2 en algunas islas ubicadas en Pernambuco, Río Grande del Norte, etc.).

- Toda la organización de los juegos se encuentra en la página de la CBF.[5]

### Grupo A
| Pos. | Equipos    | PJ | PG | PE | PP | GF | GC | Dif. | Pts. |
| ---- | ---------- | -- | -- | -- | -- | -- | -- | ---- | ---- |
| 1.   | Santa Cruz | 6  | 4  | 1  | 1  | 9  | 2  | +7   | 13   |
| 2.   | Campinense | 6  | 3  | 2  | 1  | 8  | 2  | +6   | 11   |
| 3.   | Náutico    | 6  | 3  | 1  | 2  | 14 | 3  | +11  | 10   |
| 4.   | Uniclinic  | 6  | 0  | 0  | 6  | 0  | 24 | -24  | 0    |

| Primera | Náutico    | 4 - 0 | Uniclinic  | Arena Pernambuco  | 24 de enero   | 20:00 |
| Primera | Campinense | 1 - 1 | Santa Cruz | Ernani Sátyro     | 25 de enero   | 17:30 |
| Segunda | Santa Cruz | 1 - 0 | Náutico    | Arruda            | 4 de febrero  | 17:00 |
| Segunda | Uniclinic  | 0 - 1 | Campinense | Presidente Vargas | 5 de febrero  | 17:00 |
| Tercera | Santa Cruz | 4 - 0 | Uniclinic  | Arruda            | 12 de febrero | 17:00 |
| Tercera | Campinense | 2 - 0 | Náutico    | Ernani Sátyro     | 12 de febrero | 17:00 |
| Cuarta  | Náutico    | 0 - 0 | Campinense | Arena Pernambuco  | 22 de febrero | 20:00 |
| Cuarta  | Uniclinic  | 0 - 2 | Santa Cruz | Presidente Vargas | 25 de febrero | 16:30 |
| Quinta  | Campinense | 4 - 0 | Uniclinic  | Ernani Sátyro     | 12 de marzo   | 16:00 |
| Quinta  | Náutico    | 1 - 0 | Santa Cruz | Arena Pernambuco  | 12 de marzo   | 16:00 |
| Sexta   | Uniclinic  | 0 - 9 | Náutico    | Presidente Vargas | 22 de marzo   | 21:45 |
| Sexta   | Santa Cruz | 1 - 0 | Campinense | Arruda            | 22 de marzo   | 21:45 |

### Grupo B
| Pos. | Equipos   | PJ | PG | PE | PP | GF | GC | Dif. | Pts. |
| ---- | --------- | -- | -- | -- | -- | -- | -- | ---- | ---- |
| 1.   | Bahía     | 6  | 4  | 2  | 0  | 11 | 0  | +11  | 14   |
| 2.   | Fortaleza | 6  | 1  | 4  | 1  | 6  | 7  | -1   | 7    |
| 3.   | Altos     | 6  | 1  | 4  | 1  | 7  | 9  | -1   | 7    |
| 4.   | Moto Club | 6  | 0  | 2  | 4  | 7  | 15 | -8   | 2    |

| Primera | Moto Club | 1 - 1 | Altos     | Castelão (São Luis) | 26 de enero   | 21:30 |
| Primera | Fortaleza | 0 - 0 | Bahía     | Castelão            | 26 de enero   | 22:30 |
| Segunda | Bahía     | 2 - 0 | Moto Club | Pituaçu             | 4 de febrero  | 20:30 |
| Segunda | Altos     | 1 - 1 | Fortaleza | Lindolfo Monteiro   | 5 de febrero  | 17:00 |
| Tercera | Altos     | 0 - 0 | Bahía     | Lindolfo Monteiro   | 12 de febrero | 17:00 |
| Tercera | Fortaleza | 3 - 2 | Moto Club | Castelão            | 12 de febrero | 20:00 |
| Cuarta  | Moto Club | 1 - 1 | Fortaleza | Castelão (São Luis) | 25 de febrero | 16:30 |
| Cuarta  | Bahía     | 3 - 0 | Altos     | Arena Fonte Nova    | 2 de marzo    | 21:30 |
| Quinta  | Fortaleza | 1 - 1 | Altos     | Castelão            | 11 de marzo   | 18:15 |
| Quinta  | Moto Club | 0 - 4 | Bahía     | Castelão (São Luis) | 12 de marzo   | 16:00 |
| Sexta   | Altos     | 4 - 3 | Moto Club | Lindolfo Monteiro   | 22 de marzo   | 21:45 |
| Sexta   | Bahía     | 2 - 0 | Fortaleza | Arena Fonte Nova    | 22 de marzo   | 21:45 |

### Grupo C
| Pos. | Equipos        | PJ | PG | PE | PP | GF | GC | Dif. | Pts. |
| ---- | -------------- | -- | -- | -- | -- | -- | -- | ---- | ---- |
| 1.   | Sport Recife   | 6  | 4  | 1  | 1  | 12 | 5  | +7   | 13   |
| 2.   | Ríver          | 6  | 4  | 1  | 1  | 8  | 4  | +4   | 13   |
| 3.   | Sampaio Corrêa | 6  | 2  | 0  | 4  | 4  | 8  | -4   | 6    |
| 4.   | Juazeirense    | 6  | 1  | 0  | 5  | 4  | 11 | -7   | 3    |

| Primera | Sport Recife   | 1 - 0 | Sampaio Corrêa | Ilha do Retiro      | 25 de enero   | 19:45 |
| Primera | Ríver          | 2 - 0 | Juazeirene     | Alberto Silva       | 26 de enero   | 21:30 |
| Segunda | Sampaio Corrêa | 0 - 1 | Ríver          | Castelão (São Luis) | 4 de febrero  | 19:15 |
| Segunda | Juazeirense    | 0 - 1 | Sport Recife   | Adauto Moraes       | 5 de febrero  | 17:00 |
| Tercera | Sport Recife   | 2 - 2 | Ríver          | Ilha do Retiro      | 11 de febrero | 19:15 |
| Tercera | Sampaio Corrêa | 2 - 1 | Juazeirense    | Castelão (São Luis) | 12 de febrero | 20:00 |
| Cuarta  | Juazeirense    | 3 - 0 | Sampaio Corrêa | Adauto Moraes       | 22 de febrero | 20:00 |
| Cuarta  | Ríver          | 1 - 2 | Sport Recife   | Alberto Silva       | 25 de febrero | 21:00 |
| Quinta  | Ríver          | 1 - 0 | Sampaio Corrêa | Alberto Silva       | 11 de marzo   | 18:15 |
| Quinta  | Sport Recife   | 5 - 0 | Juazeirense    | Ilha do Retiro      | 11 de marzo   | 20:30 |
| Sexta   | Sampaio Corrêa | 2 - 1 | Sport Recife   | Castelão (São Luis) | 22 de marzo   | 21:45 |
| Sexta   | Juazeirense    | 0 - 1 | Ríver          | Adauto Moraes       | 22 de marzo   | 21:45 |

### Grupo D
| Pos. | Equipos   | PJ | PG | PE | PP | GF | GC | Dif. | Pts. |
| ---- | --------- | -- | -- | -- | -- | -- | -- | ---- | ---- |
| 1.   | Itabaiana | 6  | 3  | 2  | 1  | 6  | 6  | 0    | 11   |
| 2.   | CRB       | 6  | 2  | 3  | 1  | 4  | 2  | +2   | 9    |
| 3.   | ABC       | 6  | 2  | 1  | 3  | 6  | 8  | -2   | 7    |
| 4.   | CSA       | 6  | 2  | 0  | 4  | 8  | 8  | 0    | 6    |

| Primera | CSA       | 3 - 0 | ABC       | Rei Pelé          | 25 de enero   | 19:45 |
| Primera | Itabaiana | 0 - 0 | CRB       | Etelvino Mendonça | 26 de enero   | 20:00 |
| Segunda | CRB       | 2 - 1 | CSA       | Rei Pelé          | 5 de febrero  | 20:00 |
| Segunda | ABC       | 3 - 0 | Itabaiana | Frasqueirão       | 5 de febrero  | 20:00 |
| Tercera | CSA       | 1 - 2 | Itabaiana | Rei Pelé          | 11 de febrero | 17:00 |
| Tercera | ABC       | 0 - 0 | CRB       | Frasqueirão       | 11 de febrero | 21:30 |
| Cuarta  | CRB       | 2 - 0 | ABC       | Rei Pelé          | 1 de marzo    | 19:30 |
| Cuarta  | Itabaiana | 2 - 1 | CSA       | Etelvino Mendonça | 2 de marzo    | 19:00 |
| Quinta  | Itabaiana | 2 - 1 | ABC       | Etelvino Mendonça | 12 de marzo   | 19:00 |
| Quinta  | CSA       | 1 - 0 | CRB       | Rei Pelé          | 12 de marzo   | 19:00 |
| Sexta   | ABC       | 2 - 1 | CSA       | Frasqueirão       | 22 de marzo   | 21:45 |
| Sexta   | CRB       | 0 - 0 | Itabaiana | Rei Pelé          | 22 de marzo   | 21:45 |

### Grupo E
| Pos. | Equipos          | PJ | PG | PE | PP | GF | GC | Dif. | Pts. |
| ---- | ---------------- | -- | -- | -- | -- | -- | -- | ---- | ---- |
| 1.   | Vitória          | 6  | 4  | 1  | 1  | 10 | 7  | +3   | 13   |
| 2.   | Sergipe          | 6  | 3  | 1  | 2  | 9  | 7  | +2   | 10   |
| 3.   | América de Natal | 6  | 2  | 1  | 3  | 5  | 6  | -1   | 7    |
| 4.   | Botafogo - PB    | 6  | 1  | 1  | 4  | 7  | 11 | -4   | 4    |

| Primera | Vitória          | 3 - 1 | Sergipe          | Manoel Barradas   | 26 de enero   | 20:00 |
| Primera | América de Natal | 3 - 1 | Botafogo - PB    | Arena das Dunas   | 26 de enero   | 22:30 |
| Segunda | Sergipe          | 1 - 0 | América de Natal | Lourival Baptista | 4 de febrero  | 17:00 |
| Segunda | Botafogo - PB    | 4 - 2 | Vitória          | Almeidão          | 5 de febrero  | 17:00 |
| Tercera | Vitória          | 2 - 1 | América de Natal | Manoel Barradas   | 11 de febrero | 17:00 |
| Tercera | Sergipe          | 2 - 0 | Botafogo - PB    | Lourival Baptista | 12 de febrero | 17:00 |
| Cuarta  | Botafogo - PB    | 2 - 2 | Sergipe          | Almeidão          | 25 de febrero | 16:30 |
| Cuarta  | América de Natal | 0 - 0 | Vitória          | Arena das Dunas   | 25 de febrero | 18:45 |
| Quinta  | América de Natal | 0 - 2 | Sergipe          | Arena das Dunas   | 11 de marzo   | 16:00 |
| Quinta  | Vitória          | 1 - 0 | Botafogo - PB    | Manoel Barradas   | 11 de marzo   | 16:00 |
| Sexta   | Sergipe          | 1 - 2 | Vitória          | Lourival Baptista | 22 de marzo   | 21:45 |
| Sexta   | Botafogo - PB    | 0 - 1 | América de Natal | Almeidão          | 22 de marzo   | 21:45 |

### Tabla de mejores segundos
| Grupo | Equipos    | PJ | PG | PE | PP | GF | GC | Dif. | Pts. |
| ----- | ---------- | -- | -- | -- | -- | -- | -- | ---- | ---- |
| C     | Ríver      | 6  | 4  | 1  | 1  | 8  | 4  | +4   | 13   |
| A     | Campinense | 6  | 3  | 2  | 1  | 8  | 2  | +6   | 11   |
| E     | Sergipe    | 6  | 3  | 1  | 2  | 9  | 7  | +2   | 10   |
| D     | CRB        | 6  | 2  | 3  | 1  | 4  | 2  | +2   | 9    |
| B     | Fortaleza  | 6  | 1  | 4  | 1  | 6  | 7  | -1   | 7    |

## Fase final
En esta fase, los 8 clasificados de la fase de grupos se enfrentan entre ellos en partidos de ida y vuelta para definir el clasificado a la siguiente fase. Se juegan cuartos de final, semifinales y final.
|  | Cuartos de final          | Cuartos de final          | Cuartos de final          |   |              | Semifinales                | Semifinales                | Semifinales                |  |  | Final           | Final           | Final           |
|  | 29 de marzo al 2 de abril | 29 de marzo al 2 de abril | 29 de marzo al 2 de abril |   |              | 26 de abril al 30 de abril | 26 de abril al 30 de abril | 26 de abril al 30 de abril |  |  | 17 y 24 de mayo | 17 y 24 de mayo | 17 y 24 de mayo |
|  |                           |                           |                           |   |              |                            |                            |                            |  |  |                 |                 |                 |
|  | Bahía                     | 4                         | 3                         |   |              |                            |                            |                            |  |  |                 |                 |                 |
|  | Sergipe                   | 2                         | 0                         |   |              |                            |                            |                            |  |  |                 |                 |                 |
|  | Sergipe                   | 2                         | 0                         |   | Bahía        | 1                          | 2                          |                            |  |  |                 |                 |                 |
|  |                           |                           |                           |   | Bahía        | 1                          | 2                          |                            |  |  |                 |                 |                 |
|  |                           | Vitória                   | 2                         | 0 |              |                            |                            |                            |  |  |                 |                 |                 |
|  | Vitória                   | Vitória                   | 2                         | 0 | 3            | 1                          |                            |                            |  |  |                 |                 |                 |
|  | Vitória                   |                           |                           |   | 3            | 1                          |                            |                            |  |  |                 |                 |                 |
|  | Ríver                     | 2                         | 0                         |   |              |                            |                            |                            |  |  |                 |                 |                 |
|  |                           |                           |                           |   |              |                            |                            |                            |  |  | Bahía           | 1               | 1               |
|  |                           |                           | Sport Recife              | 1 | 0            |                            |                            |                            |  |  |                 |                 |                 |
|  | Sport Recife              | 1                         | 3 (4)                     |   |              |                            |                            |                            |  |  |                 |                 |                 |
|  | Campinense                | 3                         | 1 (2)                     |   |              |                            |                            |                            |  |  |                 |                 |                 |
|  | Campinense                | 3                         | 1 (2)                     |   | Sport Recife | 1                          | 2                          |                            |  |  |                 |                 |                 |
|  |                           |                           |                           |   | Sport Recife | 1                          | 2                          |                            |  |  |                 |                 |                 |
|  |                           | Santa Cruz                | 2                         | 0 |              |                            |                            |                            |  |  |                 |                 |                 |
|  | Santa Cruz                | Santa Cruz                | 2                         | 0 | 1            | 1                          |                            |                            |  |  |                 |                 |                 |
|  | Santa Cruz                |                           |                           |   | 1            | 1                          |                            |                            |  |  |                 |                 |                 |
|  | Itabaiana                 | 0                         | 0                         |   |              |                            |                            |                            |  |  |                 |                 |                 |

- Nota: En cada llave, el equipo ubicado en la primera línea es el que ejerce la localía en el partido de vuelta.

### Final
| 17 de mayo de 2017 | Sport Recife      | 1:1 (0:0) | Bahía            | Estadio Ilha do Retiro, Recife                                          |                                                                         |
|                    | Edimar Júnior 80' | Reporte   | Paulo Júnior 56' | Asistencia: 26.685 espectadores Árbitro(s): Antonio Dib Moraes de Sousa | Asistencia: 26.685 espectadores Árbitro(s): Antonio Dib Moraes de Sousa |

| 24 de mayo de 2017 | Bahía            | 1:0 (1:0) | Sport Recife | Arena Fonte Nova, Salvador                                              |                                                                         |
|                    | Edigar Junio 12' | Reporte   |              | Asistencia: 41.175 espectadores Árbitro(s): Francisco Carlos Nascimento | Asistencia: 41.175 espectadores Árbitro(s): Francisco Carlos Nascimento |

| Campeón 2017 Copa do Nordeste |
| Bandera del estado de Bahía   |
| ----------------------------- |
| Bahía (3.er título)           |